# Ju-jitsu aux Jeux mondiaux de 2013
Navigation
Kaohsiung 2009 Wrocław 2017
Les épreuves de Ju-jitsu des Jeux mondiaux de 2013 ont lieu les 29 et 30 juillet 2013 au Evangelista Mora Coliseum, à Cali (Colombie).

## Podiums
Selon les résultats officiels:

### Duos
| Épreuves   | Or                                                     | Argent                                          | Bronze                                  |
| ---------- | ------------------------------------------------------ | ----------------------------------------------- | --------------------------------------- |
| Duo Hommes | Allemagne Dries Beyer Raphael Rochner                  | Pays-Bas Ruben Assmann Marnix Bunnik            | Espagne Enrique Sanchez Alberto Yague   |
| Duo Femmes | Autriche Mirnesa Bećirović (en) Mirneta Bećirović (en) | Suisse Alexandra Erni Antonia Erni              | Suède Maria Eriksson Malin Persson      |
| Duo Mixte  | Allemagne Tom Ismer Dominika Zagorski                  | Italie Sara Paganini (it) Michele Vallieri (it) | Pays-Bas Ruben Assmann Saskia Boomgaard |

### Nee-Waza
| Épreuves        | Or                 | Argent                     | Bronze              |
| --------------- | ------------------ | -------------------------- | ------------------- |
| Nee-Waza Hommes | Mexique Dan Schon  | France Sébastien Lecocq    | Israël Roy Pariente |
| Nee-Waza Femmes | Pologne Anna Polok | Russie Olga Usoltseva (ru) | Italie Laura Boco   |

### Hommes
| Épreuves      | Or                            | Argent                   | Bronze                    |
| ------------- | ----------------------------- | ------------------------ | ------------------------- |
| Hommes -62 kg | Russie Pavel Korzhavykh (en)  | France Farid Ben Ali     | Colombie Alzate Cortes    |
| Hommes -69 kg | Danemark Mathias Willard      | Russie Dmitrii Beshenetc | France Sébastien Marty    |
| Hommes -77 kg | Danemark Danny Mathiasen      | Russie Ilya Borok        | Pays-Bas Johan de Gier    |
| Hommes -85 kg | Ukraine Ivan Nastenko         | Iran MasoudJalil Vand    | Russie Alexey Ivanov      |
| Hommes -94 kg | Danemark Lazar Kuburović (en) | Pologne Tomasz Szewczak  | Iran Mohsen Hamidiaghchay |

### Femmes
| Épreuves      | Or                             | Argent                         | Bronze                   |
| ------------- | ------------------------------ | ------------------------------ | ------------------------ |
| Femmes -55 kg | Allemagne Mandy Sonnemann (de) | Pologne Martyna Bierońska (en) | Norvège Anna Knutsen     |
| Femmes -62 kg | Suède Sara Widgren             | France Séverine Nébié          | Allemagne Carina Neupert |
| Femmes -70 kg | Russie Alexandra Ivanova       | Pologne Emilia Maćkowiak       | Allemagne Manuela Lukas  |

## Tableau des médailles
| Rang  | Nation    | Or | Argent | Bronze | Total |
| ----- | --------- | -- | ------ | ------ | ----- |
| 1     | Allemagne | 3  | 0      | 2      | 5     |
| 2     | Danemark  | 3  | 0      | 0      | 3     |
| 3     | Russie    | 2  | 3      | 1      | 6     |
| 4     | Pologne   | 1  | 3      | 0      | 4     |
| 5     | Suède     | 1  | 0      | 1      | 2     |
| 6     | Ukraine   | 1  | 0      | 0      | 1     |
| 6     | Mexique   | 1  | 0      | 0      | 1     |
| 6     | Autriche  | 1  | 0      | 0      | 1     |
| 9     | France    | 0  | 3      | 1      | 4     |
| 10    | Pays-Bas  | 0  | 1      | 2      | 3     |
| 11    | Iran      | 0  | 1      | 1      | 2     |
| 11    | Italie    | 0  | 1      | 1      | 2     |
| 13    | Suisse    | 0  | 1      | 0      | 1     |
| 14    | Colombie  | 0  | 0      | 1      | 1     |
| 14    | Espagne   | 0  | 0      | 1      | 1     |
| 14    | Israël    | 0  | 0      | 1      | 1     |
| 14    | Norvège   | 0  | 0      | 1      | 1     |
| TOTAL | TOTAL     | 13 | 13     | 13     | 39    |